# Wolfgang Haeseler
Wolfgang Haeseler (* 23. August 1929; † 3. Mai 2008 in Kassel) war ein deutscher Architekt.

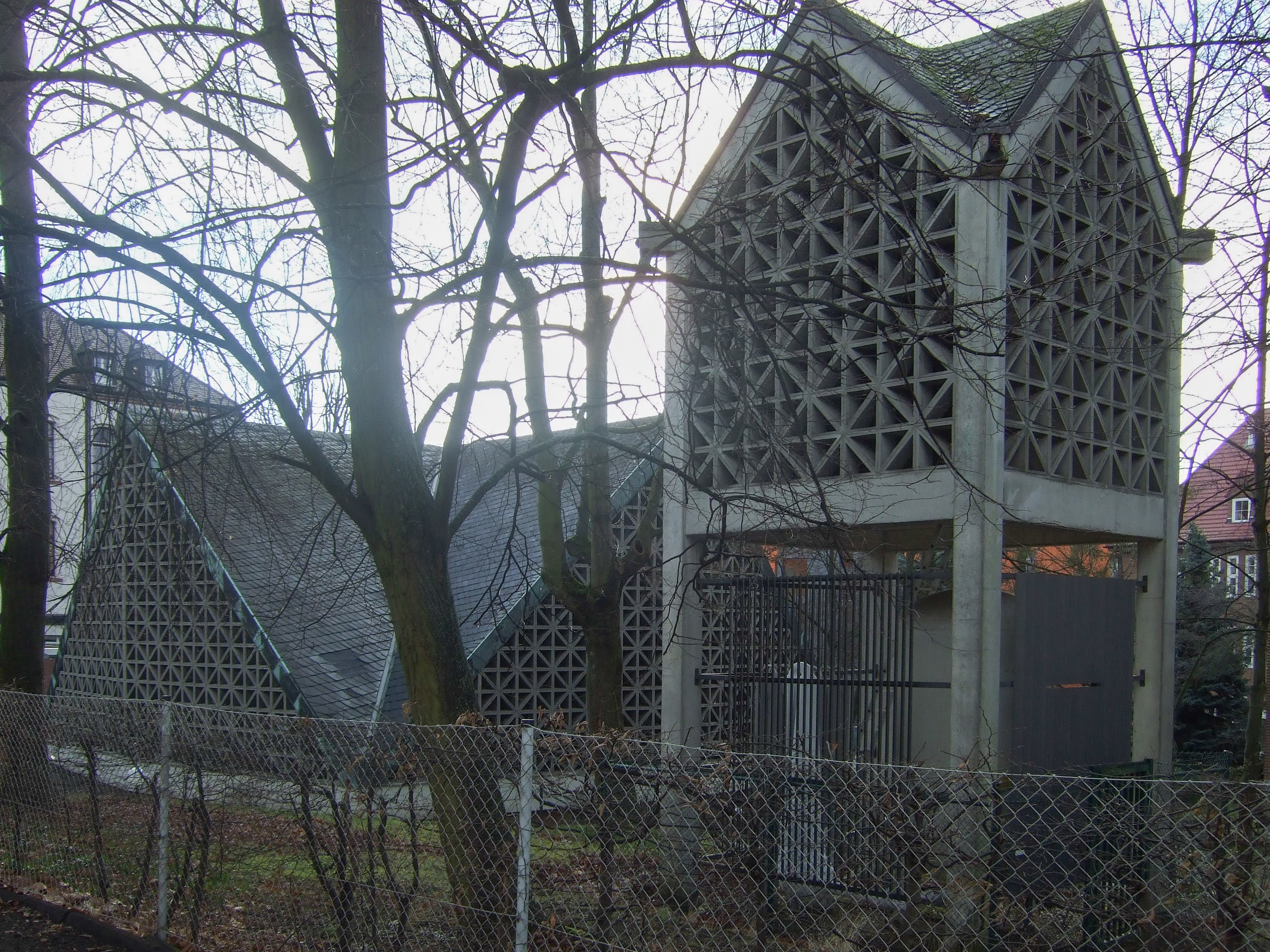
Kassel, Mutterhauskirche

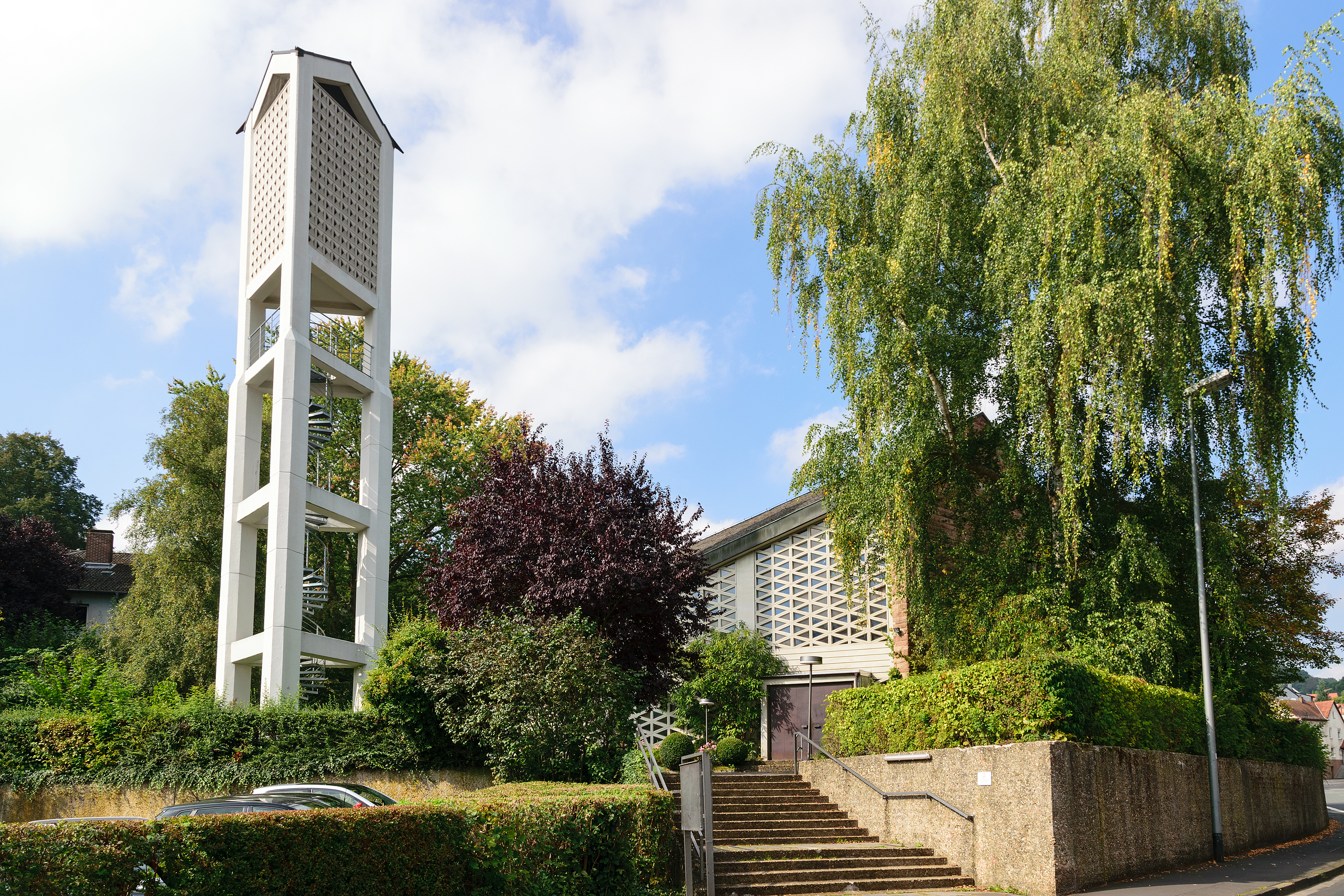
Marburg, Matthäuskirche

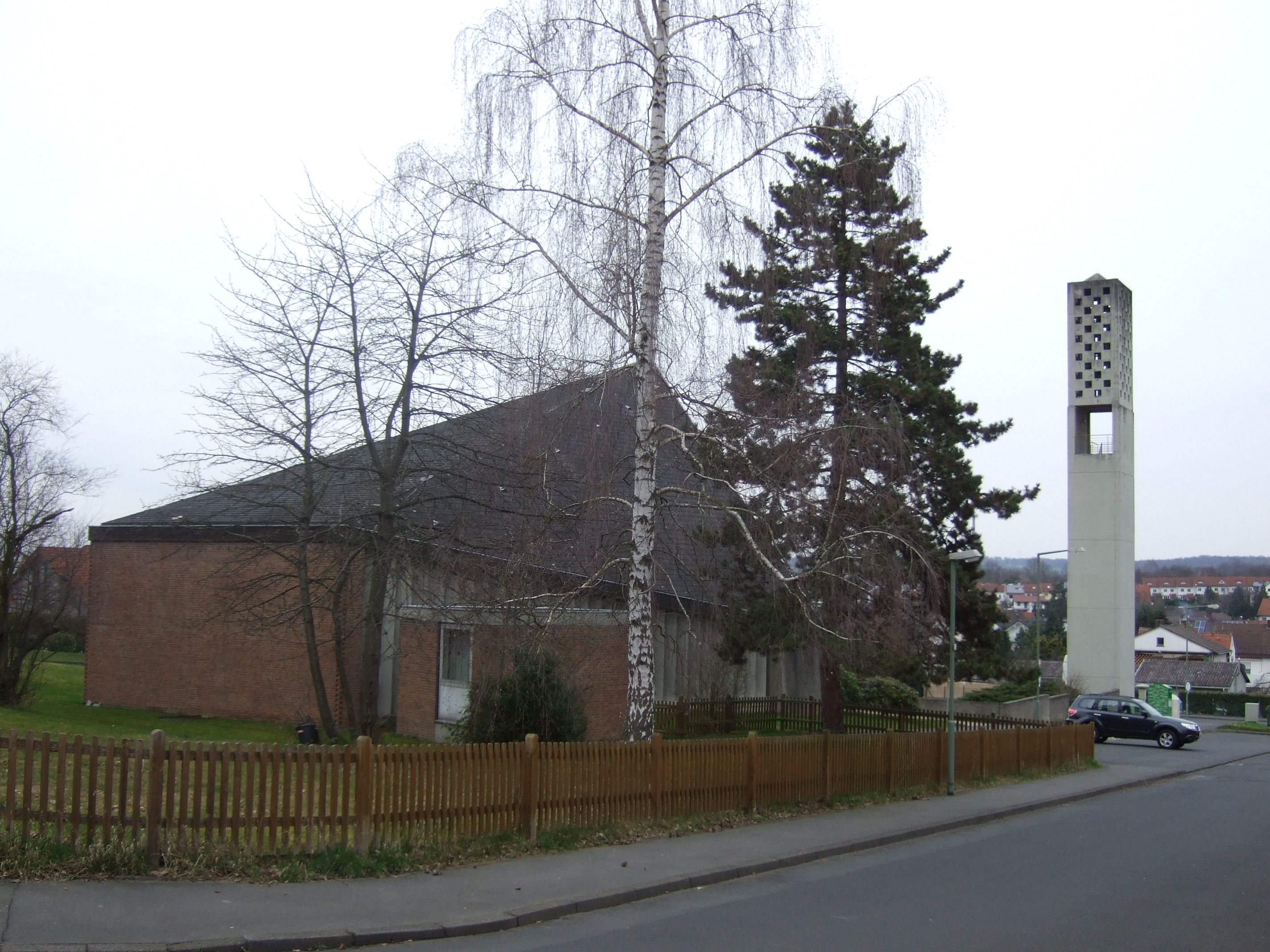
Kassel, Jakobuskirche

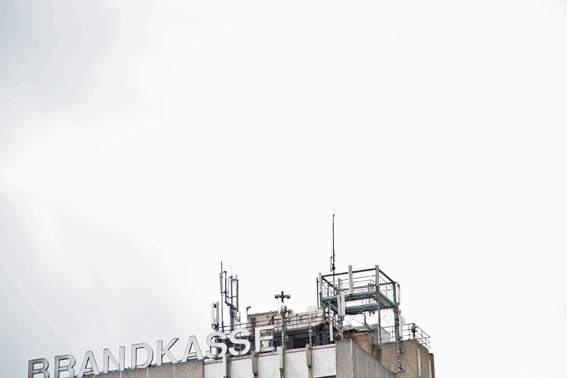
Kassel, Hochhaus der Brandkasse

## Leben
Wolfgang Haeseler absolvierte sein Architekturstudium von 1948 bis 1951 an der Staatsbauschule Kassel und anschließend von 1952 bis 1956 an der Technischen Hochschule Darmstadt. Ab 1960 führte er in Kassel ein Büro gemeinsam Kurt von Wild, um es nach dessen Tod selbständig weiterzuführen. Ein Schwerpunkt seiner Arbeit lag im Bau von Kirchen und Krankenhäusern. Haeseler engagierte sich u. a. im BDA Hessen, im Kasseler Kunstverein und im Kunstbeirat der Stadt Kassel.

## Werk (Auswahl, teils mit Kurt von Wild)
- Kassel, Kirche am Kurhessischen Diakonissenhaus (Mutterhauskirche), 1962, Turm 1983
- Bad Wildungen, Friedenskirche, 1962
- Marburg-Ockershausen, Matthäuskirche, 1963
- Kassel, Jakobuskirche, 1966
- Kassel, Brandkasse, 1973
- Kassel, Landeskirchenamt, 1974
- Kassel, Anbau an  Heinrich-Schütz-Schule (Ursprungsbau von Heinrich Tessenow: 1930, Anbau von Haeseler: 1974/75)